# Bellator Milan 2
Bellator Milan: Edwards vs. van Steenis ( conosciuto anche come Bellator Milan 2) è stato un evento di arti marziali miste tenuto dalla Bellator MMA il 26 settembre 2020 all'Allianz Cloud di Milano in Italia.

## Risultati
|                  | Divisione             |                      |                 |                      | Metodo                                      | Round           | Tempo           | Premio          |
| Card Principale  | Card Principale       | Card Principale      | Card Principale | Card Principale      | Card Principale                             | Card Principale | Card Principale | Card Principale |
| ---------------- | --------------------- | -------------------- | --------------- | -------------------- | ------------------------------------------- | --------------- | --------------- | --------------- |
|                  | Pesi medi             | Costello van Steenis | batte           | Fabian Edwards       | Decisione non unanime (28-29, 28-27, 29-28) | 3               | 5:00            |                 |
|                  | Pesi medi             | Michael Shipman      | batte           | Pietro Penini        | Decisione unanime (30-27, 30-27, 30-27)     | 3               | 5:00            |                 |
|                  | Pesi medi             | Will Fleury          | batte           | Kent Kauppinen       | Decisione unanime (30-27, 30-27, 30-27)     | 3               | 5:00            |                 |
| Card Preliminare |                       |                      |                 |                      |                                             |                 |                 |                 |
|                  | Pesi leggeri          | George Hardwick      | batte           | Nicolò Solli         | Decisione unanime (30-27, 30-27, 30-27)     | 3               | 5:00            |                 |
|                  | Pesi welter           | Ion Pascu            | batte           | Stefano Paternò      | Decisione unanime (29-28, 30-27, 30-27)     | 3               | 5:00            |                 |
|                  | Pesi leggeri          | Alfie Davis          | batte           | Akonne Wanliss       | Decisione unanime (30-26, 30-27, 30-27)     | 3               | 5:00            |                 |
|                  | Pesi leggeri          | Daniele Scatizzi     | batte           | Gavin Hughes         | Sottomissione (guillotine choke)            | 1               | 1:41            |                 |
|                  | Pesi piuma            | Adien Lee            | batte           | Jeremy Petley        | KO (ginocchiata)                            | 2               | 1:22            |                 |
|                  | Pesi gallo            | Frans Mlambo         | batte           | Corey Tait           | Decisione unanime (30-27, 29-28, 29-27)     | 3               | 5:00            |                 |
|                  | Pesi mediomassimi     | Luke Trainer         | batte           | Alex O'Toole         | KO tecnico (pugni)                          | 1               | 1:22            |                 |
|                  | Pesi piuma            | Richie Smullen       | batte           | Harry Hardwick       | Decisione unanime (29-28, 29-28, 29-28)     | 3               | 5:00            |                 |
|                  | Pesi paglia femminili | Chiara Penco         | batte           | Aleksandra Plamenova | KO tecnico (gomitate)                       | 2               | 4:27            |                 |
|                  | Pesi paglia femminili | Danni Neilan         | batte           | Claire Lopez         | Sottomissione (rear-naked choke)            | 2               | 3:45            |                 |